# Waleria Bobylak-Grabińska
Waleria Bobylak-Grabińska (ur. 15 grudnia 1914) – polska „Sprawiedliwa wśród Narodów Świata”.

## Życiorys
W trakcie II wojny światowej Waleria Bobylak-Grabińska, mieszkanka Lwowa (dziś Ukraina, wówczas dystrykt Galicja) pomagała Żydowi, Fryderykowi Sznekowi. Dostarczała mu i jego rodzinie żywność. Z czasem pomogła mu i jego małżonce wyjechać ze Lwowa, z uwagi na zagrożenie uwięzieniem w getcie. Do zamkniętej dzielnicy trafili jednakże rodzice Fryderyka, którym Waleria również pomagała.  
W 1942 r. pomogła uzyskać fałszywe dokumenty dla Żydówki, Heleny Aleksandrowicz, dzięki czemu udało jej się wyjechać na Węgry. W 1943 r. ukrywała u siebie żydowskiego studenta, Janusza Lesińskiego, który był poszukiwany przez Gestapo po tym jak Niemcy zamordowali jego rodziców. Po kilku miesiącach Waleria znalazła dla niego bezpieczniejszą kryjówkę, ale nadal wspierała go finansowo. Pomagała także studentce Lusi Fischer, zapewniając dla niej fałszywe dokumenty i pomagając w zorganizowaniu pracy w jednej z włoskich rodzin, która po pewnym czasie zabrała ją ze sobą do Włoch. 
21 lutego 1992 r. Instytut Jad Waszem uhonorował Walerię Bobylak-Grabińską medalem „Sprawiedliwy wśród Narodów Świata”.